# 瓦盧加山
47°9′27″N 10°12′47″E / 47.15750°N 10.21306°E

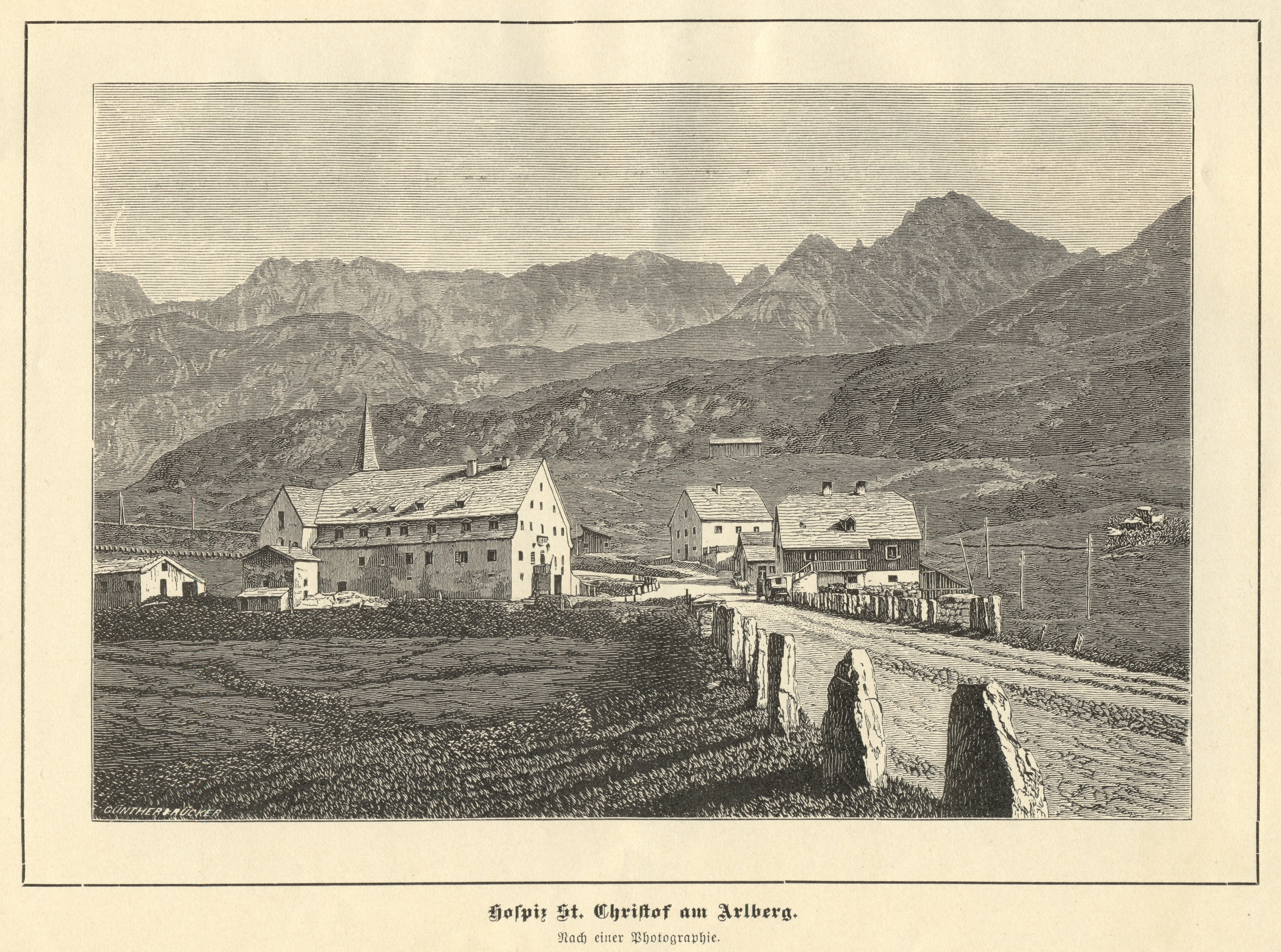

瓦盧加山（德語：Valluga），是奧地利的山峰，位於該國西部，處於蒂羅爾州和福拉爾貝格州接壤的邊界，屬於萊希塔爾阿爾卑斯山脈的一部分，海拔高度2,809米，每年平均降雨量1,730毫米。